# Малый Мелик
Малый Мелик — село в Балашовском районе Саратовской области России. Входит в состав Большемеликского муниципального образования. Основано в 1867 году.

## География
Село находится в западной части Саратовского Правобережья, в пределах Окско-Донской равнины, в степной зоне, на берегах реки Мелик, на расстоянии примерно 16 км (по прямой) к северо-востоку от города Балашов, административного центра района. Абсолютная высота — 122 м над уровнем моря.
Климат
Климат характеризуется как умеренно континентальный с холодной малоснежной зимой и сухим жарким летом. Среднегодовая температура воздуха — 4,3 — 4,7 °C. Средняя многолетняя температура самого холодного месяца (января) составляет −11,1 °С (абсолютный минимум — −39 °С), температура самого тёплого (июля) — 20,7 °С (абсолютный максимум — 39 °С). Средняя продолжительность безморозного периода 145—155 дней. Среднегодовое количество атмосферных осадков — 476 мм, из которых 200—300 мм выпадает в период с апреля по октябрь. Снежный покров держится в среднем 130—135 дней в году.
Часовой пояс
Село Малый Мелик, как и вся Саратовская область, находится в часовой зоне МСК+1. Смещение применяемого времени относительно UTC составляет +4:00.

## Население
| 2002 | 2010 |
| ---- | ---- |
| 539  | ↘436 |

Половой состав
По данным Всероссийской переписи населения 2010 года, в половой структуре населения мужчины составляли 47,5 %, женщины — соответственно 52,5 %.
Национальный состав
Согласно результатам переписи 2002 года, в национальной структуре населения русские составляли 95 % из 539 чел.

## Известные уроженцы
- Бушкин, Пётр Иванович (1915—2000) — советский военнослужащий, старшина. Полный кавалер ордена Славы.
- Елисеева, Вера Григорьевна (1915—1990) — советская доярка, Герой Социалистического Труда.
- Заворотин, Евгений Феофанович (род. 1955) — советский и российский ученый. Доктор экономических наук.